# Eurycarenus cingulatus
Eurycarenus cingulatus är en tvåvingeart som beskrevs av Hesse 1936. Eurycarenus cingulatus ingår i släktet Eurycarenus och familjen svävflugor. Inga underarter finns listade i Catalogue of Life.